# Інґульф Носек
Інґульф Носек (нім. Ingulf Nossek, 14 лютого 1944 — 19 липня 1999) — західнонімецький ватерполіст.
Учасник Олімпійських Ігор 1972 року.